# Oriolles
Oriolles település Franciaországban, Charente megyében. Lakosainak száma 245 fő (2022. január 1.). Oriolles Boisbreteau, Chillac, Condéon, Guizengeard és Touvérac községekkel határos.

## Népesség
A település népességének változása:
| Lakosok száma | 264  | 222  | 223  | 238  | 283  | 276  | 255  | 253  | 250  | 245  |
|               | 1968 | 1982 | 1990 | 2006 | 2013 | 2015 | 2017 | 2019 | 2020 | 2022 |